# Stefan Boschkow
Stefan Boschilow Stefanow (bulgarisch Стефан Божилов Стефанов; bekannt als Stefan Boschkow, englisch Stefan Bozhkov; * 20. September 1923 in Sofia; † 1. Februar 2014 ebenda) war ein bulgarischer Fußballspieler und späterer -trainer sowie Fußballfunktionär. Nachdem er bereits als Spieler zu 53 Länderspielen gekommen war, war Boschkow einige Jahre auch Trainer der bulgarischen Fußballnationalmannschaft und führte diese zur Teilnahme an der Fußball-Weltmeisterschaft 1970 in Mexiko.

## Spielerkarriere
Stefan Boschkow begann mit dem Fußballspielen beim Stadtteilverein Sportist Sofia, wo er bereits im Alter von fünfzehn Jahren in der ersten Mannschaft debütierte. Dort spielte er acht Jahre lang als Mittelfeldspieler, bis er sich 1946 dem SK Kladno anschloss. Dieser tschechoslowakische Verein war soeben wegen Spielmanipulationen aus der höchsten Spielklasse des Landes zwangsabgestiegen, schaffte aber mit Stefan Boschkow in seinen Reihen die sofortige Rückkehr in die Tschechoslowakischen Fußballmeisterschaft.
Nach dem Aufstieg mit Kladno kehrte Stefan Boschkow wieder in seine bulgarische Heimat zurück und spielte fortan für den Spitzenverein ZSKA Sofia, bei dem er die mit Abstand erfolgreichste Zeit seiner Karriere erlebte. Mit dem Zentralen Sportclub der Armee Sofia errang Boschkow im Laufe der Jahre zehn Meistertitel, wobei er 1948 auch an der ersten Meisterschaft überhaupt in der Vereinsgeschichte beteiligt war. In der Folgezeit errichtete ZSKA Sofia eine regelrechte Dominanz über den bulgarischen Fußball und gewann zwischen 1954 und 1962 gar neun Meisterschaften in Serie. Stefan Boschkow spielte allerdings nur bis ins Jahr 1960 bei dem Verein, ehe er nach 189 Ligaspielen mit 47 Toren im Alter von 37 Jahren das Ende seiner aktiven Karriere als Fußballspieler verkündete. Neben den zahlreichen Meistertiteln war Boschkow mit ZSKA Sofia auch im nationalen Pokal, damals als Sowjetarmee-Pokal bekannt, sehr erfolgreich. Diesen Wettbewerb konnte man in den Jahren 1951, 1954 und 1955 dreimal gewinnen.
Zwischen 1946 und 1958 brachte es Stefan Boschkow zudem auf 53 Länderspiele für die bulgarische Fußballnationalmannschaft. In diesen Spielen gelangen ihm vier Torerfolge. Höhepunkt seiner Länderspielkarriere war dabei der Gewinn der Bronzemedaille bei den Olympischen Sommerspielen 1956 in Melbourne. Dort präsentierte sich Bulgarien sehr stark, scheiterte erst in der Verlängerung des Halbfinals mit 1:2 an der als klarer Favorit ins Spiel gegangenen Sowjetunion und holte sich schließlich gegen Indien mit einem souveränen 3:0-Sieg den dritten Platz. Die Teilnahme an einer Fußball-Weltmeisterschaft blieb Boschkow als Spieler jedoch verwehrt.

## Trainerkarriere
Bereits wenige Monate nach dem Ende seiner aktiven Laufbahn als Fußballspieler übernahm Stefan Boschkow in Nachfolge von Krum Milew das Traineramt bei der bulgarischen Fußballnationalmannschaft, die er aber nur interimsweise betreute. Nach ein paar Tagen war auch für ihn ein Nachfolger gefunden, dieser hieß Georgi Patschedschiew und führte Bulgarien zur erstmaligen Qualifikation für eine Fußball-Weltmeisterschaft, in Chile 1962 scheiterte man aber klar in der Vorrunde.
Nach sechs Jahren Pause als Chefcoach übernahm Stefan Boschkow 1966 erneut die bulgarische Nationalmannschaft, die im gleichen Jahr unter Trainer Rudolf Vytlačil seine zweite WM-Teilnahme in Folge erlebt hatte. Boschkow führte Vytlačils Arbeit fort und qualifizierte sich mit seiner Mannschaft als Erster der Gruppe 8 in der Europaqualifikation vor Polen für die Fußball-Weltmeisterschaft 1970 in Mexiko. Hier scheiterte die Mannschaft um Spieler wie Christo Bonew, Dimitar Penew oder Georgi Asparuchow jedoch wie schon bei den beiden Endrunden zuvor in der Vorrunde. Diesmal rangierte man in einer Gruppe mit der Bundesrepublik Deutschland, Peru und Marokko auf dem dritten Platz mit nur einem Punkt, den man gegen die Nordafrikaner errungen hatte. Nach der Weltmeisterschaft 1970 endete Stefan Boschkows Amtszeit als bulgarischer Nationaltrainer, er wurde durch Wasil Spasow ersetzt.
Erneut folgten für Stefan Boschkow nun lange Jahre ohne Trainertätigkeit. Erst 1982 übernahm er für kurze Zeit das Traineramt seines alten Vereins ZSKA Sofia. Diese Tätigkeit war jedoch nur interimsmäßig, er wurde bald darauf wieder abgelöst.
Danach nahm Stefan Boschkow keine weiteren Engagements als Trainer mehr an. Dafür fungierte er lange Zeit als Vizepräsident des bulgarischen Fußballverbandes und war in zahlreichen Kommissionen des Verbandes involviert. Boschkow starb am 1. Februar 2014 im Alter von 90 Jahren in Sofia.

## Erfolge
- Bulgarische Meisterschaft: 10×

1948, 1951, 1952, 1954, 1955, 1956, 1957, 1958, 1958/59, 1959/60 mit ZSKA Sofia
- Sowjetarmee-Pokal: 3×

1951, 1954 und 1955 mit ZSKA Sofia